# Ithaka (planetka)
(1151) Ithaka je planetka s průměrem 21 km, kterou objevil Karl Reinmuth 8. září 1929.